# Eksjö församling
Eksjö församling är en församling i Smålandsbygdens kontrakt i Linköpings stift. Församlingen ligger i Eksjö kommun i Jönköpings län. Församlingen ingår i Södra Vedbo pastorat.

## Administrativ historik
Församlingen har medeltida ursprung. Församlingen utgjorde fram till 1300-talet ett eget pastorat för att sedan vara annexförsamling i pastoratet Höreda och Eksjö. Omkring 1500 delades församlingen upp i Eksjö stadsförsamling för Eksjö stad som grundats 1403 och Eksjö landsförsamling för övriga delen av socknen. Den 1 januari 1949 återbildades församlingen genom sammanslagning av stads- och landsförsamlingen och utgjorde därefter till 2014 ett eget pastorat. Från 2014 ingår församlingen i Södra Vedbo pastorat.

## Kyrkoherdar
| Verksam   | Namn            | Levnadstid | Övrigt          |
| --------- | --------------- | ---------- | --------------- |
| 1959–1963 | Gustaf Törnvall | 1900–1977  | Kontraktsprost. |
| 1975–1984 | Bengt Nordfeldt | 1929–      | Kontraktsprost. |

## Organister
| Verksam   | Namn            | Levnadstid | Övrigt    |
| --------- | --------------- | ---------- | --------- |
| 1962–1971 | Anders Bondeman | 1937–      | Organist. |
| 1971–1975 | Mats Åberg      | 1943–      |           |

## Kyrkor
- Eksjö kyrka
- Mariakapellet
- Sankt Lars kapell vid Sankt Lars kyrkogård